# Élection présidentielle arménienne de 1998
L'élection présidentielle arménienne de 1998 s'est déroulée les 16 et 30 mars 1998 en Arménie, et a vu le Premier ministre, Robert Kotcharian, être élu président à l'issue du second tour.

## Résultats
| Candidat | Parti                                    | 1er tour | Votes   | %       | 2d tour | Votes   | %       |
| --- | ---------------------------------------- | -------- | ------- | ------- | ------- | ------- | ------- |
| Robert Kotcharian                                                                                            | sans étiquette                           |          | 545 938 | 38,50 % |         | 908 613 | 58,91 % |
| Karen Demirtchian                                                                                            | Initiative civile                        |          | 431 967 | 30,46 % |         | 618 764 | 40,12 % |
| Vazgen Manoukian                                                                                             | Union nationale démocratique             |          | 172 449 | 12,16 % |         | éliminé | éliminé |
| Sergeï Badalian                                                                                              | Parti communiste arménien                |          | 155 023 | 10,93 % |         | éliminé | éliminé |
| Parouyr Hayrikian                                                                                            | Union pour l'autodétermination nationale |          | 76 212  | 5,37 %  |         | éliminé | éliminé |
| David Shahnazarian                                                                                           | XXIe siècle                              |          | ?       | 0,49 %  |         | éliminé | éliminé |
| Artashes Geghamyan                                                                                           | Unité nationale                          |          | ?       | 0,45 %  |         | éliminé | éliminé |
| Hrant Khatchatrian                                                                                           | Union du droit constitutionnel           |          | ?       | ?       |         | éliminé | éliminé |
| Vigen Khatchatrian                                                                                           | Parti démocrate libéral                  |          | ?       | ?       |         | éliminé | éliminé |
| Aram Sargsian                                                                                                | Parti républicain d'Arménie              |          | ?       | ?       |         | éliminé | éliminé |
| Yuri Mkhrtchian                                                                                              | sans étiquette                           |          | ?       | ?       |         | éliminé | éliminé |
| Achot Bleyan                                                                                                 | Nouvelle Voie                            |          | ?       | ?       |         | éliminé | éliminé |
| Sources : Bureau des institutions démocratiques et des droits de l'Homme , Encyclopedia of the Nations, IFES |                                          |          |         |         |         |         |         |